# Sertão de Inhamuns
Sertão de Inhamuns is een van de 33 microregio's van de Braziliaanse deelstaat Ceará. Zij ligt in de mesoregio Sertões Cearenses en grenst aan de deelstaat Piauí in het westen en zuidwesten, de mesoregio's Sul Cearense in het zuiden en Centro-Sul Cearense in het zuidoosten en de microregio's Sertão de Senador Pompeu in het oosten en noordoosten en Sertão de Crateús in het noorden en noordwesten. De microregio heeft een oppervlakte van ca. 11.693 km². Midden 2004 werd het inwoneraantal geschat op 142.422.
Zes gemeenten behoren tot deze microregio:
- Aiuaba
- Arneiroz
- Catarina
- Parambu
- Saboeiro
- Tauá

Mesoregio's: Centro-Sul Cearense · Jaguaribe · Metropolitana de Fortaleza · Noroeste Cearense · Norte Cearense · Sertões Cearenses · Sul Cearense

Microregio's: Baixo Curu · Baixo Jaguaribe · Barro · Baturité · Brejo Santo · Canindé · Cariri · Caririaçu · Cascavel · Chapada do Araripe · Chorozinho · Coreaú · Fortaleza · Ibiapaba · Iguatu · Ipu · Itapipoca · Lavras da Mangabeira · Litoral de Aracati · Litoral de Camocim e Acaraú · Médio Curu · Médio Jaguaribe · Meruoca · Pacajus · Santa Quitéria · Serra do Pereiro · Sertão de Crateús · Sertão de Inhamuns · Sertão de Quixeramobim · Sertão de Senador Pompeu · Sobral · Uruburetama · Várzea Alegre